# Хэган
Хэган (кит. упр. 鹤岗, пиньинь Hègǎng, буквально: «холмы у реки Хэли») — городской округ в провинции Хэйлунцзян КНР.

## История
При империи Цин эти места входили в состав уезда Танъюань, здесь находился лишь небольшой посёлок Хэли (鹤立), стоящий на одноимённой реке. В 1906 году было принято решение о создании с центром в нём уезда Хэли (鹤立县), однако оно так и не было реализовано из-за слишком больших требуемых расходов для столь малонаселённой местности.
Ситуация изменилась с обнаружением в этих местах в 1914 году запасов каменного угля. В 1916 году Шэнь Суннянь получил официальное разрешение на разработку месторождения, и в 1918 году организовал общество с ограниченной ответственностью «Шахты „Синхуа“», начавшее добычу угля. Район быстро развивался, и в 1926 году сюда была построена железнодорожная линия. К 1929 году в районе угольных разработок вырос посёлок Цзецзи (街基).
В 1932 году в Маньчжурии японцами было создано марионеточное государство Маньчжоу-го. С 1938 года уголь стал добываться японскими компаниями, а оставшиеся без работы китайцы были переселены южнее, где образовался посёлок Синьцзецзи (新街基 — «Новый Цзецзи»). В 1939 году в Маньчжоу-го произошло очередное изменение административно-территориального деления, и из части земель уездов Танъюань и Лобэй был создан уезд Хэли (鹤立县), подчинённый провинции Саньцзян.
По окончании Второй мировой войны правительство Китайской республики осуществило административно-территориальный передел Северо-Востока. В 1947 году провинция Саньцзян была ликвидирована, и уезд Хэли вошёл в состав провинции Хэцзян. В 1948 году уезд Хэли был поднят в статусе до городского округа и переименован в Синшань. В мае 1949 года провинция Хэцзян была присоединена к провинции Сунцзян; 24 ноября 1949 года Синшань был переименован в Хэган. В 1954 году провинция Сунцзян была присоединена к провинции Хэйлунцзян.
В 1980 году решением правительства провинции Хэйлунцзян было изменено административно-территориальное деление городского округа Хэган. В ноябре 1987 года решением Госсовета КНР в состав Хэгана из городского округа Цзямусы были переведены уезды Лобэй и Суйбинь.

## Экономика
Крупный центр угольной промышленности (15-17 млн тонн каменного угля в год).

## Административное деление
Городской округ Хэган делится на 6 городских районов и 2 уезда:
|   |        |          |           |              |               |                  |                            |
| # | Статус | Название | Иероглифы | Пиньинь      | Площадь (км²) | Население (2010) | Плотность населения (/км²) |
| 1 | Район  | Синшань  | 兴山区    | Xīngshān qū  | 27            | 44 803           | 1659                       |
| 2 | Район  | Сянъян   | 向阳区    | Xiàngyáng qū | 9             | 110 916          | 12 324                     |
| 3 | Район  | Гуннун   | 工农区    | Gōngnóng qū  | 11            | 140 070          | 12 734                     |
| 4 | Район  | Наньшань | 南山区    | Nánshān qū   | 30            | 119 047          | 3968                       |
| 5 | Район  | Синъань  | 兴安区    | Xīng'ān qū   | 27            | 74 396           | 2755                       |
| 6 | Район  | Дуншань  | 东山区    | Dōngshān qū  | 4575          | 175 239          | 38                         |
| 7 | Уезд   | Лобэй    | 萝北县    | Luóběi xiàn  | 6761          | 220 131          | 33                         |
| 8 | Уезд   | Суйбинь  | 绥滨县    | Suíbīn xiàn  | 3344          | 174 063          | 52                         |

## Население
На конец 2004 года на территории проживало около 1,11 млн человек.
| Национальный состав согласно переписи 2000 г. | Национальный состав согласно переписи 2000 г. | Национальный состав согласно переписи 2000 г. |
| Народ                                         | Численность                                   | Доля в %                                      |
| --------------------------------------------- | --------------------------------------------- | --------------------------------------------- |
| китайцы (хань)                                | 1 099 079                                     | 96,44 %                                       |
| маньчжуры                                     | 21 695                                        | 1,97 %                                        |
| хуэйцзу                                       | 7535                                          | 0,69 %                                        |
| корейцы                                       | 7351                                          | 0,67 %                                        |
| монголы                                       | 1557                                          | 0,14 %                                        |
| чжуаны                                        | 184                                           | 0,02 %                                        |
| сибо                                          | 134                                           | 0,01 %                                        |
| туцзя                                         | 127                                           | 0,01 %                                        |
| мяо                                           | 115                                           | 0,01 %                                        |
| прочие                                        | 437                                           | 0,04 %                                        |